# Понте неле Алпи-Полпет (Белуно)
Понте неле Алпи-Полпет (итал. Ponte nelle Alpi-Polpet) је насеље у Италији у округу Белуно, региону Венето.
Према процени из 2011. у насељу је живело 5089 становника. Насеље се налази на надморској висини од 402 м.